# 保良局林文燦英文小學
保良局林文燦英文小學（英語：Po Leung Kuk Lam Man Chan English Primary School）為一所位於香港九龍城區土瓜灣的直接資助計劃（簡稱直資）小學，前身為1961年創辦的羅富國校友會學校，2008年由保良局接管辦學並更名為現名，以英語為主要教學語言。學校現時開辦小一至小六課程，每級四班，每班的標準學生人數為33人。

## 創校歷史
羅富國校友會學校為保良局林文燦英文小學的前身，2005年因小一收生人數不足而被教育局下令停辦小一課程，2006年獲教育局批准與保良局合辦直資英文小學，校名為保良局羅富國校友會學校。2008年9月，保良局羅富國校友會學校易名為保良局林文燦英文小學，由保良局、羅富國校友會及東莞同鄉會3個辦學團體合作，保良局借調屬下的賈梅士學校校長文詩詠出任校長。

## 學校簡介
2008年，保良局林文燦英文小學開辦兩班小一，約有五十多名學生，其後收生人數逐年增加，目前開辦小一至小六課程，每級設有4班，每班人數為33人，學生來自二十多個國籍，在土瓜灣設有兩個校舍，小一至小三學生在農圃道校舍上課，而小四至小六學生則在上鄉道校舍上課，除了中文科以普通話任教外，其他科目均以英語授課。學校以其英文校名的縮寫L（Language）「語文」、M（Moral）「品德」、C（Control）「自制力」為核心價值，除了關注學生的學業和品德，同時亦注重學生的體育及藝術發展。

## 歷任校長
1. 文詩詠女士（Ms. Man Sze Wing Jessica，2008年 - ）